# Украинский миротворческий контингент в Сьерра-Леоне
Украинский миротворческий контингент в Сьерра-Леоне - подразделение вооружённых сил Украины, принимавшее участие в миссии ООН в Сьерра-Леоне.

## История
В 1999 году Украине предложили использовать военнослужащих 240-го миротворческого батальона, завершившего миссию в Боснии и Герцеговине, для участия в миротворческой операции на территории Сьерра-Леоне и в Восточном Тиморе.
8 декабря 2000 года президент Украины подписал указ № 1319 о отправке украинского контингента в Сьерра-Леоне. Кроме того, было подписано дополнительное соглашение, в соответствии с которым после окончания срока миссии в Сьерра-Леоне Украина обязалась передать в аренду миссии ООН 220 БТР и примерно столько же автомашин повышенной проходимости, ранее принадлежавших украинскому контингенту. Экономический эффект от участия в операции ООН в Сьерра-Леоне для Украины составил около 20 млн. долларов США, в основном за счёт предоставления в лизинг техники (БТР и грузовых автомобилей) для охраны и перевозки гуманитарных грузов с последующим выкупом их у украинской стороны. Так, за использование одного БТРа ООН обязалась ежемесячно выплачивать Украине 5,5 тыс. долларов, за автомобиль — 3,5 тыс. долларов.
На основании указа президента Украины № 1319 от 08.12.2000 и Постановления Кабинета Министров Украины № 1924 от 28.12.2000 были сформированы 4-й отдельный ремонтно-восстановительный батальон (командиром которого был назначен заместитель командира механизированной дивизии Южного оперативного округа полковник Александр Антошкин) и 20-й отдельный вертолётный отряд (командиром которого был назначен начальник службы безопасности полётов управления армейской авиации Южного оперативного округа полковник Виктор Крохмалев).
Формирование 4-й отдельного ремонтно-восстановительного батальона проходило при 28-м учебном аэромобильном полку на территории учебного центра в Николаеве.
13 декабря 2000 года началась погрузка техники и военного имущества украинского контингента на два морских парома.
18 декабря 2000 года самолётами началась переброска личного состава украинского контингента в Сьерра-Леоне.
21 декабря 2000 года в состав миссии ООН в Сьерра-Леоне прибыл 4-й отдельный ремонтно-восстановительный батальон (524 военнослужащих) с 222 бронетранспортёрами (72 бронетранспортёра БТР-70 и 150 бронетранспортёров БТР-60), 283 автомашинами (266 грузовиков "ЗИЛ-131" и "Урал-375", 5 легковых автомобилей и 11 специальных машин), который приступил к оборудованию базового лагеря для украинского контингента в Сьерра-Леоне. Лагерь был подготовлен в предгорье Львиных гор возле города Хастингс, в 30 км от столицы Сьерра-Леоне - города Фритаун.
Вслед за этим в Сьерра-Леоне прибыла автомобильная рота. Для перевозки грузов, ООН передало украинскому контингенту несколько грузовиков "Хюндай".
Основная часть техники и вооружения ремонтно-восстановительного батальона и автомобильной роты была переброшена морем, а личный состав был доставлен в страну на самолётах (двух Ан-124 и трёх Ту-154).
12 марта 2001 года 20-й отдельный вертолётный отряд прибыл в Сьерра-Леоне. Численность 20-го отдельного вертолётного отряда составляла 110 человек (61 офицер, 21 прапорщик, 28 солдат и сержантов), в распоряжении отряда имелась техника (4 вертолёта Ми-8МТ, 3 грузовых автомашины, 3 легковых автомашины, 33 специальных автомобиля и 23 прицепа). В отряд подбирали лётчиков с высоким уровнем подготовки. В первую очередь обращали внимание на состояние здоровья. Кандидаты должны были иметь опыт летной подготовки, так как выполнение задач предстояло в сложных метеоусловиях, в ночное время, при высокой температуре и влажности воздуха, над океаном.
Кроме того, в состав контингента были включены 5 штабных офицеров и 5 военных наблюдателей.
Основными задачами вертолётного отряда являлось воздушное сопровождение перемещения войск ООН, воздушное наблюдение, перевозка персонала миссии ООН и иных лиц (в том числе, эвакуация раненых), гуманитарных и иных грузов.
7 ноября 2001 года один вертолёт Ми-8МТ (бортовой номер UN-103) из состава 20-го вертолётного отряда упал в Атлантический океан в 100 метрах от берега, погибли все шесть человек, находившихся на борту (пять из которых являлись военнослужащими украинского контингента в Сьерра-Леоне). В ходе поисково-спасательной операции были обнаружены обломки вертолёта и тела трёх погибших.
В марте 2002 года в ходе ротации украинского контингента количество вертолётов Ми-8 в составе 20-го вертолётного отряда было восполнено до четырёх единиц. В это же время министерство обороны Украины обратилось в ООН с просьбой разрешить постепенное сокращение численности украинского контингента и вывод личного состава из Сьерра-Леоне "в связи с тяжёлым для европейцев климатом и реальной опасностью заболеваний военнослужащих" (были зафиксированы случаи заболевания военнослужащих гепатитом и малярией).
В апреле 2002 года была проведена ротация украинского контингента (при медицинском обследовании у 21 военнослужащих были обнаружены возбудители малярии и они были отправлены на лечение).
По состоянию на 31 мая 2002 года, общая численность контингента ООН в Сьерра-Леоне составляла 17 266 военнослужащих, 62 полицейских, 302 человека международного гражданского персонала и 555 человек местного гражданского персонала. Численность украинского контингента составляла 5 наблюдателей и 645 военнослужащих.
7 августа 2002 три ремонтные бригады (6 единиц техники и 24 военнослужащих Украины) были направлены в селения Кайлахун, Койду, Кенема для техобслуживания и ремонта бронетехники, переданной в аренду другим миротворческим контингентам ООН.
В августе 2003 года в соответствии с распоряжением командующего войсками Миссии ООН в Сьерра-Леоне украинские военнослужащие 4-го батальона начали 14-дневную подготовку 54 миротворцев из Замбии в качестве командиров, стрелков и водителей бронетранспортёров, а также - в качестве водителей грузовых автомобилей.
В ноябре 2003 года тремя авиарейсами военно-транспортных самолетов Ил-76 военно-воздушных Сил Украины из Львова в Лунге (столичный аэропорт Сьерра-Леоне) были доставлены три тягача МАЗ-537Г с платформами и шесть механиков-водителей, которые были предоставлены миссии ООН для перевозки тяжелой техники и габаритных грузов. В декабре 2003 года украинские солдаты начали 14-дневную подготовку 120 солдат Кении на водителей автомобилей и бронетранспортёров.
Весной 2004 года глава комитета Верховной Рады по вопросам здравоохранения, материнства и детства, член-корреспондент Академии наук Украины, доктор медицинских наук, профессор Николай Полищук направил президенту Украины открытое письмо, в котором призвал вывести украинский контингент из Сьерра-Леоне и Либерии, как из зон, в которых распространены холера, жёлтая геморрагическая лихорадка, менингит, тропическая малярия и гельминтозы, и пребывание в которых опасно для здоровья военнослужащих. Он также сообщил, что несмотря на использование противомалярийных препаратов (которые сами по себе являются токсичными и представляют опасность для здоровья), в течение первых шести месяцев пребывания в Сьерра-Леоне тропической малярией заболели свыше 30% миротворцев, а через год тропической малярией заболели свыше 66% миротворцев. Также, в ходе психофизиологического и медицинского обследования вернувшихся из Сьерра-Леоне украинских военнослужащих специалистами Научно-исследовательского института проблем военной медицины вооружённых сил Украины были выявлены случаи нервно-психических и посстравматических стрессовых расстройств.
В октябре 2004 года украинские вертолётчики спасли около 50 пассажиров баркаса, затонувшего в Атлантическом океане к северу от полуострова Мами Йоко. Командующий войсками миссии ООН генерал-майор пакистанской армии Саджад Акрам поблагодарил украинских миротворцев за эту операцию.
6 декабря 2004 в 110 километрах от базового лагеря украинских миротворцев, расположенном в городе Хейстингс, при перевозке дизельного топлива для миротворческого контингента из Ганы перевернулся автомобиль-топливозаправщик, в ДТП погиб один военнослужащий украинского контингента - ст. прапорщик Анатолий Дегтяр.
После закрытия миссии ООН в Сьерра-Леоне, 11 декабря 2004 года на Гостомельский аэродром самолётом Ан-124 "Руслан" были доставлены 15 военнослужащих и 4 вертолёта Ми-8МТ из состава 20-го отдельного вертолётного отряда.
13 декабря 2004 года во Львов самолётом Ту-154 была доставлена основная часть состава 20-го отдельного вертолётного отряда (91 человек).
Последний этап вывода контингента (6 военнослужащих, техника и военное имущество) был изначально запланирован на 17 декабря 2004, однако затем перенесён на середину февраля 2005 года. 8 марта 2005 последние военнослужащие украинского контингента покинули Сьерра-Леоне.

## Дополнительная информация
29 мая 2010 на территории 145-го отдельного ремонтно-восстановительного полка вооружённых сил Украины в Николаеве был открыт памятник украинскому миротворческому контингенту в Сьерра-Леоне - установленный на постамент армейский грузовик ЗиЛ-131, ранее использовавшийся украинским миротворческим контингентом в Сьерра-Леоне.